# Tarquinio il Superbo
Lucio Tarquinio (Roma, ... – Cuma, 495 a.C.), meglio conosciuto come Tarquinio il Superbo a causa dei suoi costumi, fu il settimo e ultimo re di Roma.
Della dinastia etrusca dei Tarquini, Tarquinio regnò per 26 anni, dal 535 a.C. al 509 a.C., anno in cui fu messo al bando da Roma.

## Leggenda

### Origini familiari e ascesa al trono
Figlio di Lucio Tarquinio Prisco, e fratello di Arunte Tarquinio, sposò prima Tullia Maggiore, la figlia maggiore di Servio Tullio, poi sposò la sorella di questa, Tullia Minore, da cui ebbe i tre figli Tito, Arrunte e Sesto, e con il cui aiuto organizzò la congiura per uccidere il suocero e ascendere sul trono di Roma.
Tito Livio ci racconta che Tarquinio un giorno si presentò in Senato e si sedette sul trono del suocero rivendicandolo per sé; Tullio, avvertito del fatto, si precipitò nella Curia. 
(Tito Livio, Ab Urbe condita libri, lib. I, capoverso 48)
Ne nacque un'accesa discussione tra i due, che presto degenerò in scontri tra le opposte fazioni; alla fine il più giovane Tarquinio, dopo averlo spintonato fuori dalla Curia, scagliò il re giù dalle scale. Servio, ferito ma non ancora morto, fu finito dalla figlia Tullia Minore che ne fece scempio travolgendolo con il cocchio che guidava. Il luogo del misfatto ricevette in seguito l'appropriato nome di Vicus Sceleratus.

### Regno (534-509 a.C.)

#### Monarchia assoluta
A Tarquinio fu attribuito il soprannome di Superbo dopo che negò la sepoltura di Servio Tullio. Tarquinio assunse il comando con la forza, senza che la sua elezione fosse approvata dal Popolo e dal Senato romano, e sempre con la forza (si parla anche di una guardia armata personale) mantenne il controllo della città durante il suo regno. In breve tempo annientò la struttura fortemente democratica della società romana realizzata dal suo predecessore e creò un regime autoritario e violento a tal punto da unire per la prima volta, nell'odio verso la sua figura, patrizi e plebei.
(Floro, Epitoma de Tito Livio bellorum omnium annorum DCC, I, 7.4.)

#### Politica militare
Se le fonti antiche lo criticano per come conquistò e mantenne il potere in città in modo tirannico, le stesse gli riconoscono però grandi capacità militari: sotto il suo regno furono conquistate, infatti, importanti città del Latium vetus, quali Suessa Pometia, Ardea, Ocricoli e Gabii.
(Tito Livio, Ab Urbe condita libri, lib. I, capoverso 53)

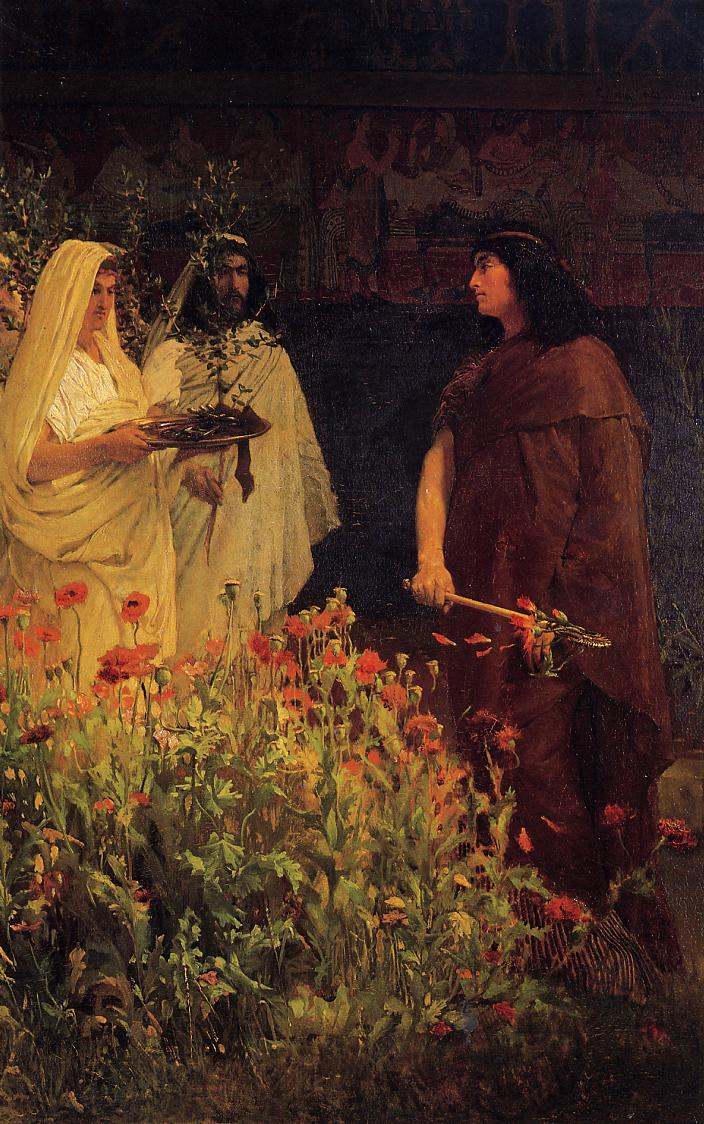
Tarquinio il superbo, da un dipinto di Lawrence Alma-Tadema.

Sempre durante il suo regno, iniziò la centenaria lotta tra Romani e Volsci. Sappiamo, inoltre, che il delegato della città latina di Aricia, Turno Erdonio, durante l'assemblea della Lega tenutasi presso Locus Ferentinum, avendo osato opporsi al volere del Superbo re di Roma, fu messo a morte e fatto affogare in un fosso.
A Tarquinio si fa discendere lo stratagemma con cui i romani conquistarono la città di Gabii, dove mandò il proprio figlio Sesto Tarquinio che si fece accogliere in città dicendo di voler sfuggire alla tirannia del padre. In verità il genitore e il figlio agivano di comune accordo, dovendo il figlio recare discordia nella città nemica, tanto che questa per i contrasti sorti al suo interno si diede a Roma senza che fosse combattuta battaglia alcuna.

#### Espansionismo commerciale
Durante il periodo della dominazione etrusca Roma divenne un'importante stazione commerciale e acquisì il controllo su alcune comunità circostanti iniziando la sua espansione, anche con la fondazione di colonie romane, con l'occupazione di città come quelle di Signa e Circeii.

#### Politica urbanistica
Sotto il suo regno fu portata a termine la costruzione della Cloaca Massima e del Tempio di Giove Ottimo Massimo, dopo la campagna vittoriosa contro i Volsci, con il bottino delle città conquistate.

#### Fine del regno
Preoccupato da una visione, un serpente che sbucava da una colonna di legno, il re organizzò una spedizione a Delfi in modo da ottenerne un'interpretazione del famoso oracolo, inviandovi i propri figli per chiedere chi avrebbe regnato su Roma; di questa spedizione fece parte anche Lucio Giunio Bruto, nipote del re, che celava i suoi veri pensieri fingendosi stolto, bruto appunto. Dopo aver avuto il vaticinio richiesto dal re, la comitiva chiese anche chi sarebbe stato il prossimo re di Roma; il responso dell'oracolo, "Avrà in Roma il sommo imperio chi primo, o giovani, di voi bacerà la madre", fu compreso solo da Bruto, che tornato in patria sbarcando finse di cadere e baciò la madre terra. I fatti poi gli diedero ragione.
In quel tempo Roma stava conducendo una guerra contro i Rutuli asserragliati nella città di Ardea; tutti i cittadini atti alle armi partecipavano all'assedio. In questo quadro si inserisce l'episodio di Lucio Tarquinio Collatino e di sua moglie Lucrezia, di cui si invaghì il figlio del re, Sesto Tarquinio, che, dopo aver lasciato il campo, tornò a Roma dove con l'inganno e la forza fece violenza a Lucrezia.
Il giorno seguente, la donna si recò nel campo militare dove si trovava il marito, e si uccise per il dolore di essere stata violentata.
(Tito Livio, Ab Urbe condita libri, lib. I, capoverso 58)
Sconvolti dall'accaduto e pieni d'odio per Tarquinio e la sua famiglia, Bruto e Collatino giurarono di non aver pace fino a quando i Tarquini non fossero stati cacciati dalla città. Raccolto il cadavere della nobile donna, seguiti dai giovani seguaci, i due si diressero a Roma dove Bruto parlò alla folla accorsa nel Foro; il suo eloquio fu così efficace e trascinante, e la nefandezza di Sesto così grande, che riuscì a smuovere l'animo dei propri cittadini, stanchi dei soprusi dei Tarquini, che proclamarono il bando dalla città del re, destituendolo, e dei suoi figli mentre questi, avvertiti da dei seguaci, stavano tornando in città dal campo militare. Al re furono, quindi, confiscati tutti i beni, fu poi consacrato il territorio a Marte e affidato dal popolo il potere ai difensori della libertà.

### Esilio

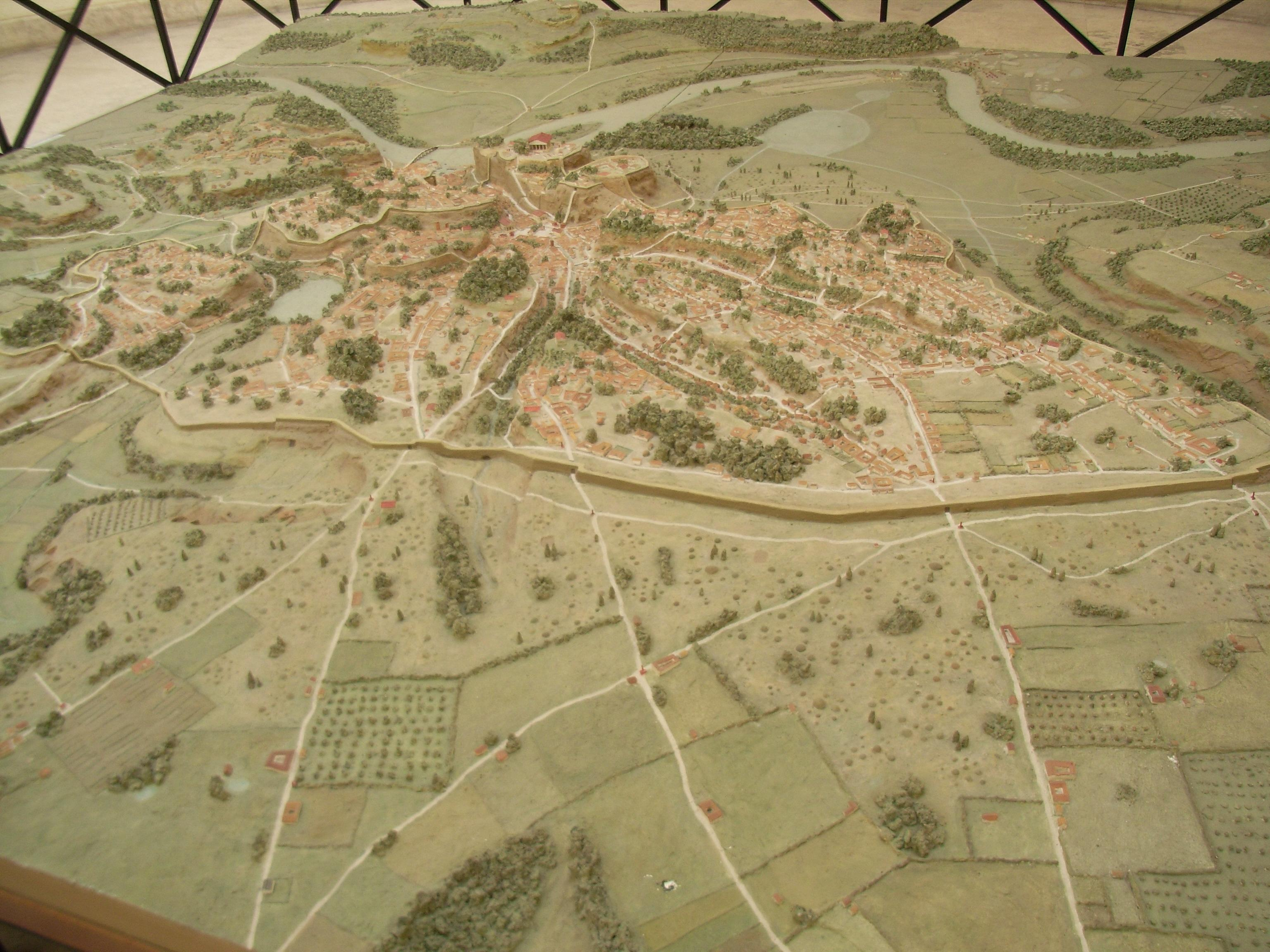
Plastico ricostruttivo della "grande Roma dei Tarquini" presso il museo della Civiltà Romana all'EUR.

Tarquinio, messo al bando dalla città su cui regnava, venne a sapere della notizia, mentre stava ancora assediando la città di Ardea, partì per Roma per reprimere la rivolta. Lucio Giunio Bruto, allora, informato che il re si stava avvicinando, per evitare l'incontro, fece una breve diversione e raggiunse l'accampamento regio ad Ardea dove fu accolto con entusiasmo da tutti i soldati, i quali espulsero i figli del re, mentre a quest'ultimo venivano chiuse le porte in faccia e comunicata la notizia dell'esilio. Due dei figli seguirono il padre in esilio a Cere (Cerveteri); Sesto Tarquinio invece, partito per Gabii, qui fu assassinato da coloro che si vendicarono delle stragi e razzie da quello compiute. In seguito a questi eventi, furono convocati i comizi centuriati dal prefetto della città di Roma, ed elessero i primi due consoli: Lucio Giunio Bruto e Lucio Tarquinio Collatino.
Costretto a fuggire con la moglie e i figli a Cere, dopo ventisei anni di regno, il vecchio sovrano non si diede per vinto e tentò di restaurare il proprio regno con l'aiuto degli Etruschi di Tarquinia e Veio, ponendosi al comando di un esercito che nel 509 a.C. si scontrò con quello romano, condotto dai consoli Lucio Giunio Bruto e Publio Valerio Publicola, nella sanguinosa battaglia della Selva Arsia, in territorio romano. La battaglia, a lungo incerta, vide la vittoria dei romani.
L'anno successivo si alleò con Porsenna, re di Clusium,, e con le città latine avversarie di Roma. Nonostante i successi ottenuti dal lucumone etrusco, Tarquinio non riuscì a rientrare nell'Urbe. Tarquinio allora, con i propri familiari, pose la propria base a Tuscolo, governata da suo genero Ottavio Mamilio. Questo cavalcò il malcontento delle città latine, adoperandosi in funzione anti-romana. 
(Tito Livio, Ab Urbe condita libri, lib. II, par. 18)
Lo scontro inizialmente temuto si concretizzò nel 496 a.C., quando gli eserciti romani e latini si scontrarono nella battaglia del lago Regillo. L'esercito romano fu affidato ad Aulo Postumio Albo Regillense, nominato dittatore per fronteggiare la crisi, ed a Tito Ebuzio Helva, suo magister equitum, mentre quello latino era guidato da Mamilio e dallo stesso Tarquinio.
(Tito Livio, Ab Urbe condita libri, lib. II, par. 19)

### Morte
Tarquinio morì nel 495 a.C., mentre si trovava in esilio a Cuma in Campania. La notizia della morte dell'ultimo re di Roma fu accolta con manifestazioni di entusiasmo che coinvolsero tutta la città.
(Tito Livio, Ab Urbe condita libri, lib. II, par. 21)

## Dietro la leggenda: critica storica e rilievi archeologici
Andrea Carandini, fondandosi sul nome indicato nell'affresco alla tomba François di Vulci come quello del rivale di Servio Tullio-Mastarna, ha sostenuto che la discendenza diretta di Tarquinio il superbo da Tarquinio Prisco è frutto di una damnatio memoriae decretata dallo stesso Servio Tullio nei confronti di Gneo Tarquinio, che sarebbe il figlio di Tarquinio Prisco e il padre di Tarquinio il Superbo: già Lucio Calpurnio Pisone Cesonino si sarebbe accorto del falso storico, in ragione dell'età ultracentenaria che Tarquinio il superbo avrebbe dovuto avere nella ricostruzione storica tradizionale al momento della morte. Tarquinio quindi, oltre ad essere genero di Servio Tullio, ne sarebbe stato anche nipote acquisito, essendo la suocera, moglie di Servio, la figlia di Tarquinio Prisco.
Con Tarquinio il Superbo termina l'egemonia etrusca, iniziata con il regno di Tarquinio Prisco sulla città di Roma. Perlomeno quella proveniente dalla città di Tarquinia, se nel periodo in cui prevale l'elemento etrusco si considera anche quello immediatamente successivo in cui Roma dovette quantomeno subire l'influenza (se non addirittura la conquista) di Chiusi.
Sotto i Tarquini, Roma aveva stretto alleanze con le città latine formando una lega all'interno della quale era la città egemone; ciò era avvenuto soprattutto grazie alla fondazione del tempio di Diana sull'Aventino. Nello stesso periodo Chiusi, dove regnava Porsenna, era diventata la più potente città etrusca e prendeva la decisione di conquistare Roma. Porsenna riuscì nel suo intento e cacciò Tarquinio il Superbo, il quale si rivolse alle alleanze che aveva a disposizione e in particolare ai latini e ai greci. I primi e i secondi, guidati questi ultimi da Aristodemo di Cuma, affrontarono Porsenna presso Aricia nel 510 a.C. sconfiggendolo. Nonostante questo, Tarquinio il superbo non tornò a Roma, ma trovò rifugio presso Aristodemo a Cuma. A Roma intanto dopo la cacciata dei Tarquini e la sconfitta di Porsenna veniva fondata la Repubblica: si trattava di una rivoluzione aristocratica che si inserisce però in un quadro politico di ridimensionamento della forza etrusca nella penisola. Gli etruschi stavano progressivamente perdendo le loro posizioni in Lazio e Campania a vantaggio di Latini e Greci ed è possibile che in questo contesto Roma abbia approfittato per liberarsi di Tarquinio il Superbo che, cacciato da Porsenna, veniva visto dall'aristocrazia come un dittatore tiranno.